# Інтерлюдія
Інтерлюдія (від лат. inter — між і ludus — гра) — жанр англійської комедійної драми, що виникає на зламі XV–XVI століть. На відміну від інтермедії, яку розігрували між діями п'єси, інтерлюдія є самостійним драматичним твором. Найближче вона стоїть до фарсу. Серед дійових осіб інтерлюдії — священники, жителі міст, селяни, які, зіткнувшись, сваряться. Інтерлюдія зі своїми елементами побутового реалізму стає попередницею побутової комедії. Характери інтерлюдії, як і в інших комічних жанрах середньовічного європейського театру, не виходили за межі типового зображення. Найвідоміші п'єси цього жанру створив Джон Гейвуд у XVI сторіччі («Продавець індульгенцій та чернець», «Чотири П», «Джоан, його дружина Тіб і священик сер Джан»). Інтерлюдія стає ланцюжком між середньовічною та ренесансною англійською драматургією.